# Ruben Martín Sosa
Ruben Martín Sosa, vollständiger Name Ruben Martín Sosa Aquino, (* 15. Februar 1993 in Uruguay) ist ein uruguayischer Fußballspieler.

## Karriere
Der 1,81 Meter große Defensivakteur Sosa steht mindestens seit der Apertura 2014 im Erstligakader des Club Atlético Rentistas. Sein Debüt in der Primera División feierte er unter Trainer Adolfo Barán am 2. November 2014 beim 1:1-Unentschieden im Heimspiel gegen den Racing Club, als er in der 74. Spielminute für Nicolás Raguso eingewechselt wurde. In der Spielzeit 2014/15 wurde er fünfmal (ein Tor) in der höchsten uruguayischen Spielklasse eingesetzt. Auch in der Folgespielzeit 2015/16 wurde er im Kader geführt. Einsätze sind aber seither (Stand: 1. Oktober 2016) nicht für ihn verzeichnet.